# Morens
Morens (toponimo francese) è una frazione di 178 abitanti del comune svizzero di Estavayer, nel Canton Friburgo (distretto della Broye).

## Storia

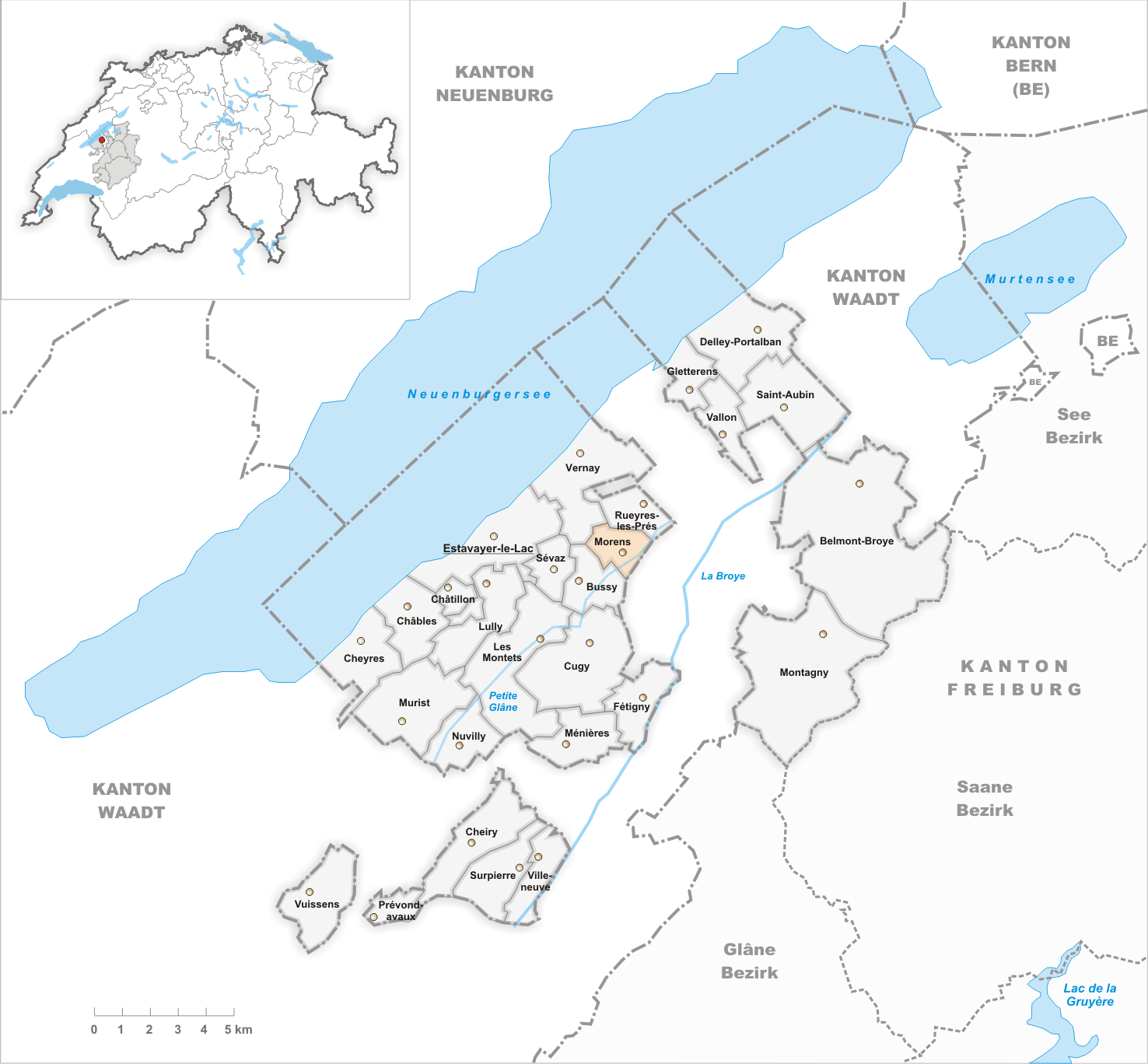
Il territorio del comune di Morens prima degli accorpamenti comunali del 2017

Già comune autonomo che si estendeva per 2,58 km², il 1º gennaio 2017 è stato accorpato agli altri comuni soppressi di Bussy, Estavayer-le-Lac, Murist, Rueyres-les-Prés, Vernay e Vuissens per formare il nuovo comune di Estavayer.

## Monumenti e luoghi d'interesse
- Chiesa cattolica dei Santi Ferreolo e Ferruccio, eretta nell'VIII secolo e ricostruita nel X secolo, nel 1560, nel 1680 e nel 1735[1].

## Società

### Evoluzione demografica
L'evoluzione demografica è riportata nella seguente tabella:
Abitanti censiti

## Amministrazione
Ogni famiglia originaria del luogo fa parte del comune patriziale che ha la responsabilità della manutenzione di ogni bene comune.